# Enkemanden
Enkemanden er en dansk kortfilm fra 2011, der er instrueret af Ida Marie Steinbring Jørgensen efter manuskript af Nanna Tange.

## Handling
Denne artikel mangler et handlingsreferat. Hjælp os med at skrive det.